# Ernst Niekisch
Ernst Niekisch (Trebnitz, 23 maggio 1889 – Berlino Ovest, 23 maggio 1967) è stato un politico e scrittore tedesco, esponente della cosiddetta Rivoluzione conservatrice, nonché principale teorizzatore del nazionalbolscevismo.

## Biografia
Nato a Trebnitz in Slesia e cresciuto a Nördlingen, si formò come maestro di scuola ad Altdorf. Dal 1907 trovò impiego in diverse scuole rurali nei dintorni di Nördlingen. Compì nel 1908 il servizio militare, con un periodo di ferma di un anno, al termine del quale si spostò ad Augusta per continuare l'attività di insegnamento. Durante la prima guerra mondiale fu impiegato nelle retrovie nell'addestramento reclute. Entrò a far parte nel 1917 del SPD ed ebbe un ruolo importante nella creazione della Repubblica Bavarese dei Consigli nel 1919. Per un breve periodo in seguito alla morte di Kurt Eisner, Niekisch fu a capo di un organo governativo ad interim chiamato Consiglio Centrale della Repubblica Bavarese. Nel 1925 fu brevemente incarcerato per il ruolo avuto nella rivoluzione bavarese.

## Opere (selezione)
- Der Weg der deutschen Arbeiterschaft zum Staat (Verlag der Neuen Gesellschaft, Berlin 1925)
- Grundfragen deutscher Außenpolitik (Verlag der Neuen Gesellschaft, Berlin 1925)
- Gedanken über deutsche Politik. Dresden: Widerstands-Verlag, 1929, V, 389 S.